# Ronald Kampamba
Ronald Kampamba est un footballeur zambien né le 26 mai 1994 à Kitwe. Il évolue au poste d'attaquant au Nkana FC.

## Biographie
Avec la sélection zambienne, il participe à la Coupe CECAFA des nations 2013. La Zambie se classe 3e du tournoi.
Il dispute ensuite la Coupe d'Afrique des nations 2015 qui se déroule en Guinée équatoriale, puis la Coupe d'Afrique des nations des moins de 23 ans 2015 organisée au Sénégal. 

## Palmarès
- Champion de Zambie en 2013 avec le Nkana FC